# Marfiles de Begram
Los marfiles de Begram son una serie de más de mil incrustaciones decorativas, talladas en marfil y hueso y anteriormente unidas a muebles de madera, encontradas en excavaciones efectuadas en la década de 1930 en Begram, Afganistán. Son ejemplos raros e importantes del arte afgano e indio de los siglos I o II, que acreditan los gustos cosmopolitas y el mecenazgo de las dinastías locales, la sofisticación de la artesanía contemporánea y el antiguo comercio de artículos de lujo.

## Historia
La antigua ciudad de Kapisa, la moderna Begram, fue la capital veraniega del Imperio kushán, que se extendía desde el norte de Afganistán hasta el noroeste de la India entre los siglos I y IV. A unas ochenta millas de Kabul, la ciudad estratégicamente ubicada que dominaba dos pasos a través del Hindu Kush, conectando Bactria con el norte de Pakistán.
La Délégation Archéologique Française en Afghanistan realizó excavaciones arqueológicas en el sitio entre 1936 y 1940, descubriendo dos fortines amurallados, la Sala 10 y la Sala 13. En el interior, fueron encontrados una gran cantidad de objetos de bronce, alabastro, vidrio, monedas y marfil, junto con restos de muebles y cuencos de laca china. Algunos de los muebles estaban dispuestos a lo largo de las paredes, otros apilados o uno frente al otro.
Los hallazgos se dividieron, de acuerdo con el sistema de partage, palabra francesa que significa «compartir», fue un sistema establecido para dividir la propiedad de los artefactos excavados durante la primera parte del siglo XX, [1] entre el Museo Guimet y el Museo Nacional de Afganistán en Kabul. Después de que el Museo de Kabul se cerró en 1978, el paradero de los marfiles se encontraban en lugares inciertos, muchos artículos fueron saqueados en la década de 1990.
Varios de los artículos faltantes se localizaron en el 2004, y otro grupo de veinte piezas, comerciadas ilícitamente por anticuarios, fueron recuperadas más tarde y fueronr repatriadas. Después de un tratamiento de conservación en el Museo Británico, se exhibieron allí en el 2011.
|                                                                      |
| Placa decorativa de Begram de una silla o trono, marfil, c.100 d. C. |

|                                                              |
| Placa decorativa de Begram de una silla o trono, c.100 d. C. |

|                                                        |
| Soporte indio de muebles de marfil de Begram, siglo I. |

| [[Archivo:\|center\|border\|180x180px\|alt=\|Cofre de marfil encontrado en Begram. ]] |
| Cofre de marfil encontrado en Begram.                                                 |

|                                             |
| Detalle de un cofre de marfil, con un cebú. |

|                                                                     |
| Ornamento de un cofre que representa mujeres jugando con un pájaro. |

## Tecnología

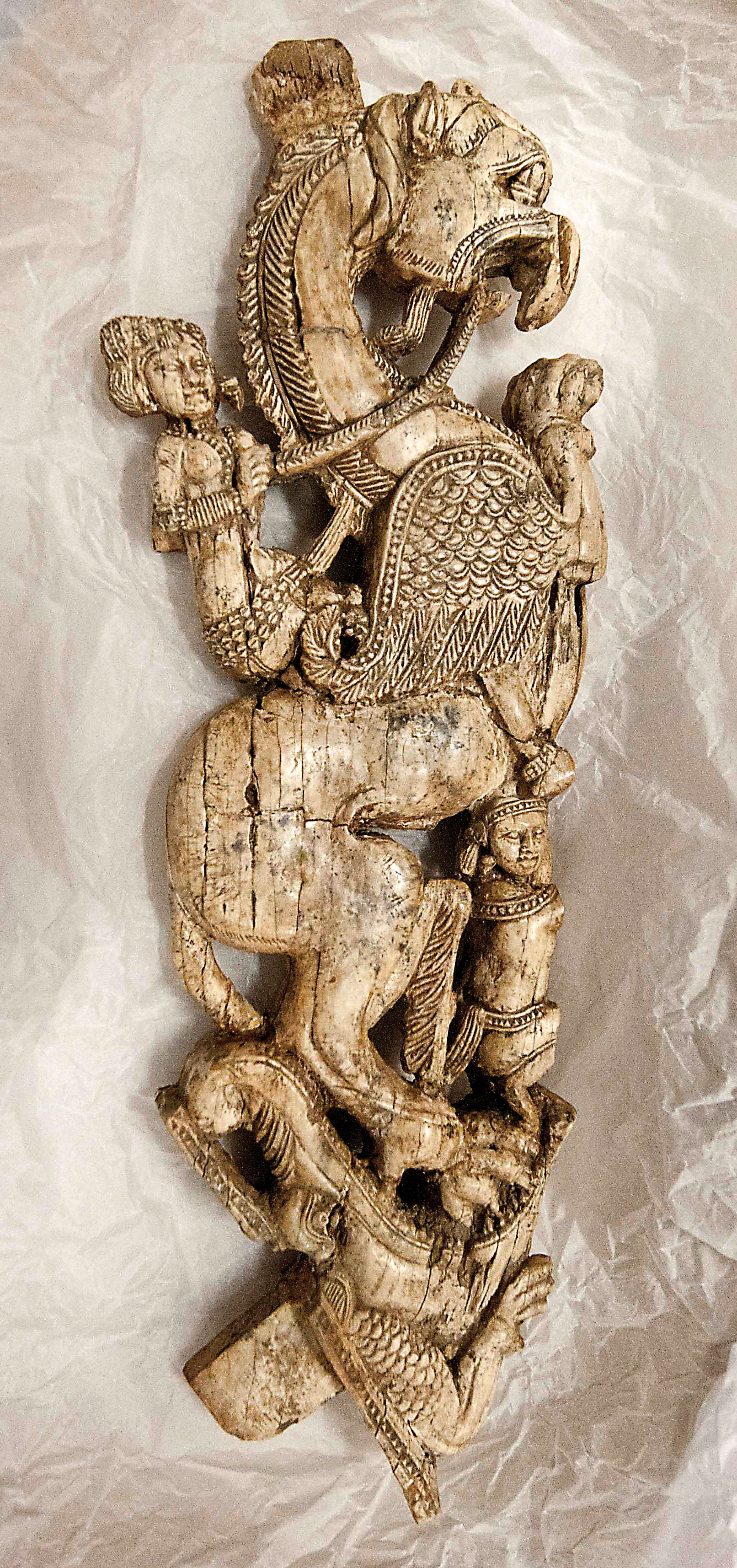
Marfil de Begram.

El marfil como el hueso fueron tallados en paneles en relieve, a menudo formados con dos o tres tiras para realizar una única incrustación. Solo el marfil se usó para hacer también calados.
Después de tallar las superficies se alisaban y pulían ligeramente. Las huellas de color sobreviven, mostrando el uso de pigmentos rojos y azules alternados, y el resaltado de fondos planos con rojo o negro. El pigmento mineral bermellón y el colorante orgánico índigo han sido identificados.
Las incrustaciones se adjuntaron a lo que se identifican como sillas y escabeles por medio de remaches de aleación de cobre, a través de orificios pre taladrados. La madera en sí se ha desintegrado, impidiendo la identificación de las especies y la fuente de la madera, pero las uñas y las abrazaderas metálicas sobreviven.

## Conservación
Los materiales orgánicos como el marfil y el hueso son frágiles y propensos al deterioro ambiental. Para estabilizar los fragmentos de marfil y levantarlos del suelo, se recubrieron con gelatina y con tejido. Al atrapar la suciedad y deteriorarse y contraerse con el tiempo, estos y los posteriores recubrimientos han causado daños al marfil y pérdida de pigmentación. Las grietas y las roturas se han llenado con una variedad de adhesivos, sin consolidación del borde, y las diferentes reconstrucciones condujeron a la acumulación de residuos de los tratamientos anteriores.
El análisis técnico realizado por el Museo Británico proporcionó información sobre los materiales y técnicas de producción, condiciones actuales, fenómenos de deterioro e intervenciones previas. El tratamiento posterior incluyó la reducción de recubrimientos previos, consolidación y rellenos usando materiales reversibles y compatibles, con tonificación posterior.

## Temario
La gama de motivos incluye leones, elefantes, pájaros, flores, desnudos femeninos, músicos, bailarines, adornos personales y telones de fondo arquitectónicos. Algunas inserciones están inscritas con marcas de instaladores en Karosti, Brahmi y un tercer sistema de escritura no identificado.

## Origen y atribución

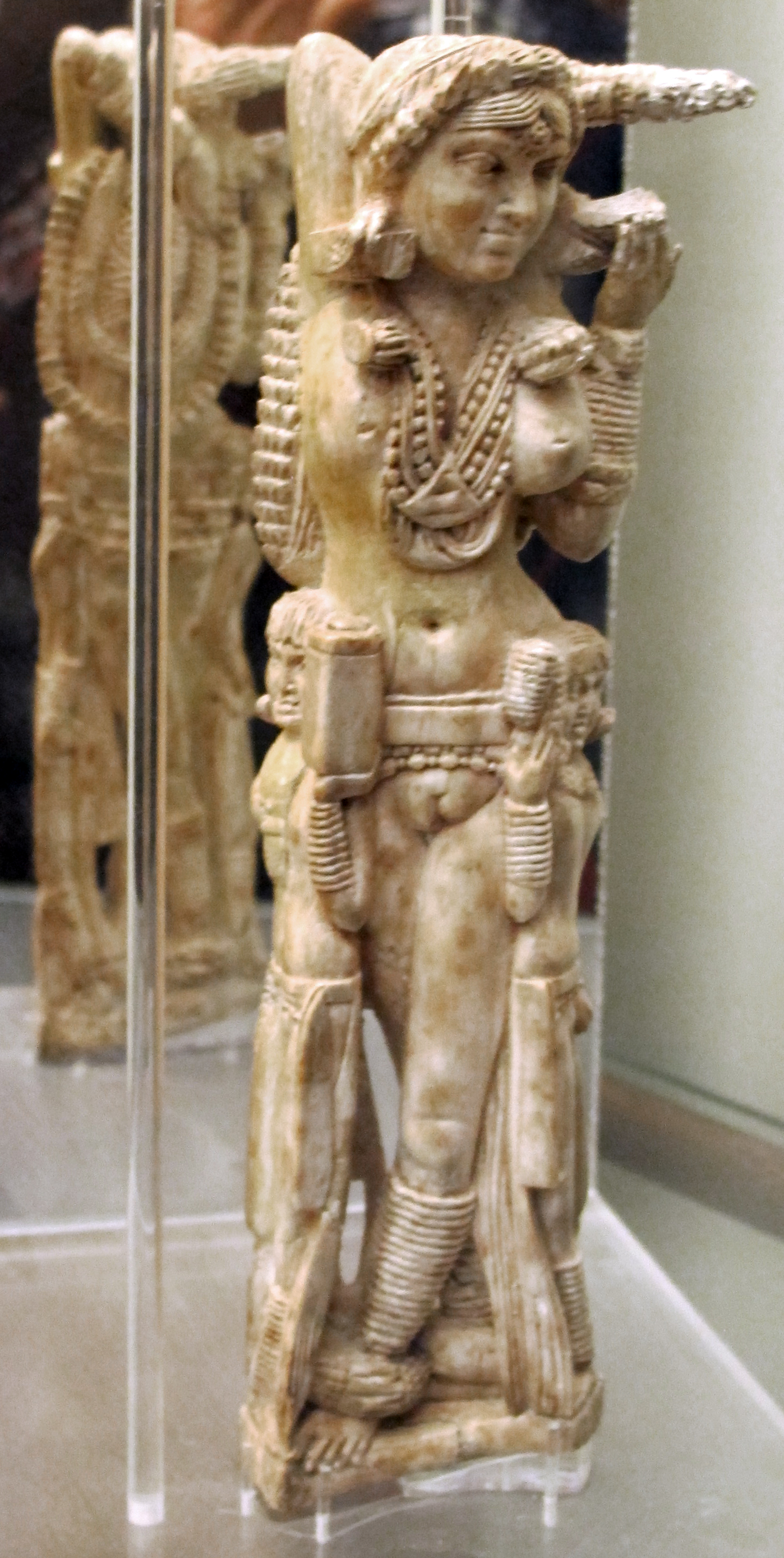
El arte indio también encontró su camino hacia Italia, en el contexto del comercio indo-romano: en 1938 se encontró la figurilla denominada Lakshmí de Pompeya en las ruinas de Pompeya.

La rareza de los paralelismos ha dado lugar a disputas sobre el origen y la fecha de los marfiles, aunque la estratigrafía sugeriría una fecha no más tarde del siglo segundo. El edificio en el que se encontraron los marfiles está datado en el siglo I.
La Lakshmí de Pompeya, una figurilla encontrada en la Vía de la Abundancia en Pompeya con un símbolo karosti marca del instalador, es una prueba más del comercio a larga distancia en la India de muebles decorados con marfil. Esto también podría significar que podría haberse originado en la región noroccidental de la India y fabricado en talleres locales en la zona de Gandhara.
Por lo tanto, existe la posibilidad de que estos marfiles se hicieran localmente en las regiones del noroeste de la India, y deberían estar fechados a principios del siglo I.